# John W. Coleman
John W. Coleman (n. Filadelfia, Pensilvania, 29 de enero de 1861 - Bristol, Pensilvania, 27 de enero de 1915) fue un ex-lanzador de las Ligas Mayores de Béisbol (Major League Baseball o MLB) que jugó para los Philadelphia Phillies durante la temporada de 1890.